# Empleuridium juniperinum
Empleuridium juniperinum là một loài thực vật có hoa trong họ Dây gối. Loài này được Sond. & Harv. mô tả khoa học đầu tiên năm 1860.